# Vcpkg
vcpkg es un instalador de paquetes de la línea de comandos de Microsoft para C++. Es un instalador de paquetes de código abierto y multiplataforma. Está regulado bajo la licencia MIT.

## Historia
Fue anunciado en la CppCon de 2016. En este anuncio se hablaba de un instalador de paquetes con soporte para 20 librerías y exclusivo de Windows. 19 meses después, en abril de 2018 vcpkg ya daba soporte a 900 librerías, gracias a las aportaciones de la comunidad. Las aportaciones de los usuarios se hacen a través de su GitHub, estando todavía abierto para nuevas aportaciones.
En 2018 Microsoft anunció la disponibilidad de este instalador para Mac y GNU/Linux, entre otros sistemas POSIX.
En julio de 2020 hay 1900 bibliotecas soportadas por el instalador de paquetes vcpkg.

## Compatibilidades
Actualmente soporta 1900 bibliotecas. Tiene compatibilidad con todas las bibliotecas del catálogo vcpkg con Visual Studio 2015, Visual Studio 2017 y Visual Studio 2019.
Desde 2018 es compatible con los Sistemas Operativos MacOS y GNU/Linux además de Windows, también está disponible en otros sistemas POSIX.

## Requerimientos
Para poder utilizar este instalador por línea de comandos se requiere:
- Git.
- Microsoft Visual Studio 2015 o superior.
- Windows 7 o superior.

## Funcionalidades
Se utiliza para importar e instalar paquetes y bibliotecas de terceros en Windows, Linux y MacOS,
Ejemplo de uso para instalar una biblioteca en Linux:
```
vcpkg install sdl2

```

Para realizar esta instalación debe estar construido el paquete vcpkg desde GitHub. En este caso se instalaría la librería sdl2.